# Кристина Робертсон
Крістіна Сондерс, у шлюбі Робертсон (англ. Christina Robertson; 17 грудня, 1796, Кінгхорн, Шотландія, Велика Британія — 30 квітня, 1854, Російська імперія, Санкт-Петербург) — британська (шотландська за походженням) портретистка та редакторка першої половини XIX століття, котра мала міжнародну славу, але була забута зі змінами моди.

## Життєпис
Народилась в Кінгхорні. Її дядьком був художник мініатюр Джордж Сондерс (1774—1846). За припущеннями він і був її наставником при опануванні художніх технологій. Як і дядько, Сондерс починала зі створення мініатюрних портретів на стулках слонової кістки, котрими прикрашали браслети і намиста за тогочасною модою.
В Лондоні жінкам заборонили відвідувати класи малювання у Королівській академії, оскільки вважалось неприпустимим позування перед ними оголених моделей-чоловіків. Тому Кристина могла навчатися тільки в майстерні дядька приватно, як це робили і інші англійки-художниці. Іншим джерелом для мистецтва портрету для Кристини було вивчення невеликих за розмірами картин голландських майстрів. В її ранніх мініатюрах введені деталі інтер'єрів чи пейзажі, як то було на портретах голландців чи другорядних британських портретистів-сучасників.
23 травня 1822 року в лондонській церкві Мерілбон відбулося вінчання Крістіни Сондерс і художника Джеймса Робертсона. В родині було два сини (Джон і Вільям) та дві доньки (Агнесс і Мері).

## Виставки і визнання
Вже 1823 року портрети пензля Кристини Робертсон були показані в лондонській Королівській художній академії. Почала зростати її популярність серед британських бізнесменів і аристократів, котрі роками були споживачами портретного жанру і засновниками портретних галерей у численних садибах. 1829 року Кристину Робертсон зробили почесним членом Королівської художньої академії у місті Единбург, що стало її офіційним визнанням.
На відміну від Джорджа Сондерса (котрий лише єдиний раз у 1834 р. дав власні твори на академічну виставку), Кристина Робертсон регулярно давала портрети власної роботи на виставки у Единбурзі та Лондоні до переїзду на континент.
З середини 1830-х рр. Кристина Робертсон почала відвідувати Париж і брати замовлення від міжнародної аристократії, що скупчувалась у столиці Франції. Відомості про це знайдені у «Розрахунковій книзі» Робертсон, котру вона вела, вносячи туди дані про портретованих та суми грошей, запрошені за її роботи. В переліку клієнтів майстрині — французькі аристократки, нові багатії і вельможні особи з Російської імперії. Серед останніх — графиня Потоцька, графиня Завадовська та княгиня Витгенштейн, до шлюбу Леонілла Барятинська.

## Перший візит до Російської імперії
Прибуття у Санкт-Петербург британки Кристини Робертсон було історично підготовлено, а її шанобливе ставлення до аристократичних замовників і їх ідеалізація у портретах зробили її модною портретисткою.
Ймовірно, що популярність Робертсон піднімалась як за рахунок звісток про низку заможних жінок-художниць, що почали працювати у Парижі, так і за рахунок гравюр, котрі були зроблені з портретів її роботи і оприлюднені у тодішніх журналах та ілюстрованих альманахах (їх друкували «La Belle Assemblée», «The Court Magazine», «The Book of Beauty», «Portrait Gallery of Distinguished Females»). Британці зростанням популярності Кристини Робертсон ніби то доводили, що вони мають майстринь не гірших за паризьких панянок-художниць на континенті.
1839 року відбувся перший візит Кристини Робертсон у європейську частину Російської імперії. Збережені відомості, що вона створила велику кількість портретів магнатської родини Барятинських, близьких до царського двору. Відомо також, що зразок видання «The Book of Beauty» був у приватній бібліотеці російської імператриці Олександри Федорівни. Видання про модну портретистку та графині Потоцька чи Завадовська або ж численні Барятинські могли порадити російській імператриці запросити на працю модну британську майстриню.
Вже восени 1839 року Кристина Робертсон брала участь у виставці в Імператорській академії мистецтв у Петербурзі. Серед перших портретів у столиці — і портрет В. П. Орлова-Давидова восени 1839 року.

## Другий візит (1841—1854рр.)
Виконання Кристини Робертсон було частиною портретного аристократичного мистецтва тієї доби і навіть тоді не виходило за межі композицій і знахідок європейських портретистів аристократії на кшталт С. Карпентера, Й. Неффа, Ф. Хайєза або ранніх творів захваленого Вінтергалтера. Залежність від прихильності аристократів і модних на той час портретних схем при точності передачі облич і обумовили популярність її робіт. Звідси точне відтворення їх костюмів, деталей зачісок, підживлення портретів розворотами голівок, обов'язкова привітність портретованих і їх обов'язкова ідеалізація. Портрети мали додатки у вигляді престижних тварин (породні коні, породні собачки, екзотичні папуги), квіти, інтер'єри багатих палаців і помешкань тощо. Пристрасні прихильники живопису помічали помилки в анатомії портретованих, але мовчали. Недоліки майстрині почнуть обговорювати вголос, коли невдоволення її портретами викаже нарешті цар Микола І. Він замовив Кристині декілька портретів власної родини для портретної галереї у Зимовому палаці, відновленому після пожежі 1837 року. Майстриня виконала їх на кшталт парадних портретів англійських аристократів — у повний зріст, серед вишуканих інтер'єрів з рослинами, коштовним посудом, мармуром, рідкісними меблями і надто моложавими і привабливими персонами, вік котрих неможливо було розпізнати (поважні матрони-матері за віком могли виглядати подругами власних дорослих доньок).
Частку облич на портретах роботи Кристини Робертсон за наказом царя переробив інший художник. Можливо, вона напружувалась в роботі не менше, як в попередній період. Але мінлива мода і прагнення престижу переорієнтували увагу вельможних замовників на нових кумирів аристократичної моди.
Кристина Робертсон померла у Петербурзі 1854 року. Вже через кілька років її надовго забули і через початок війни в Криму, і через зміни моди, і через прихованість майже всіх її портретних творів у недоступних палацах магнатерії.

## Обрані твори

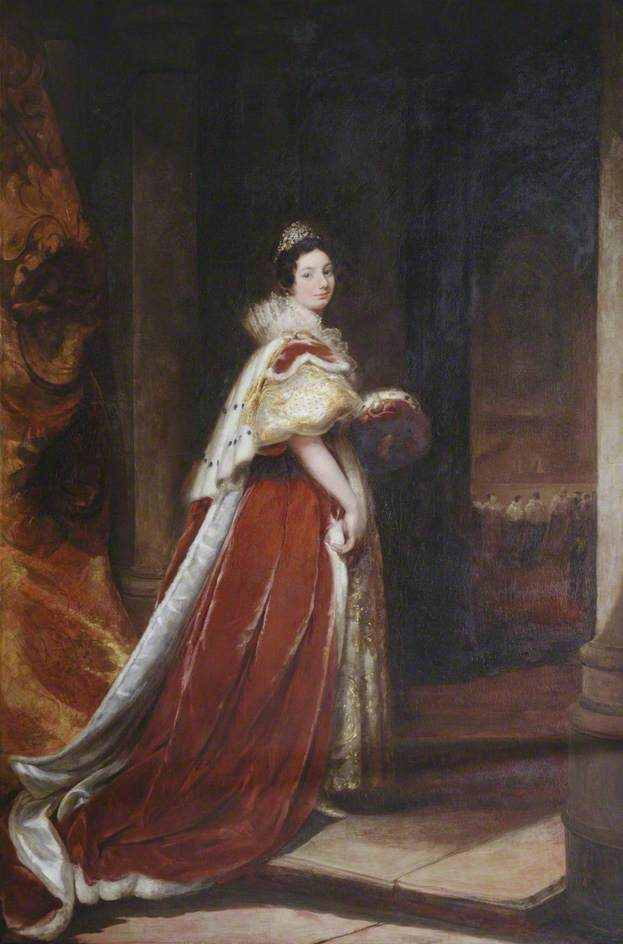
Кристина Робертсон. «Леді Луїза Ролл», 1830 р.

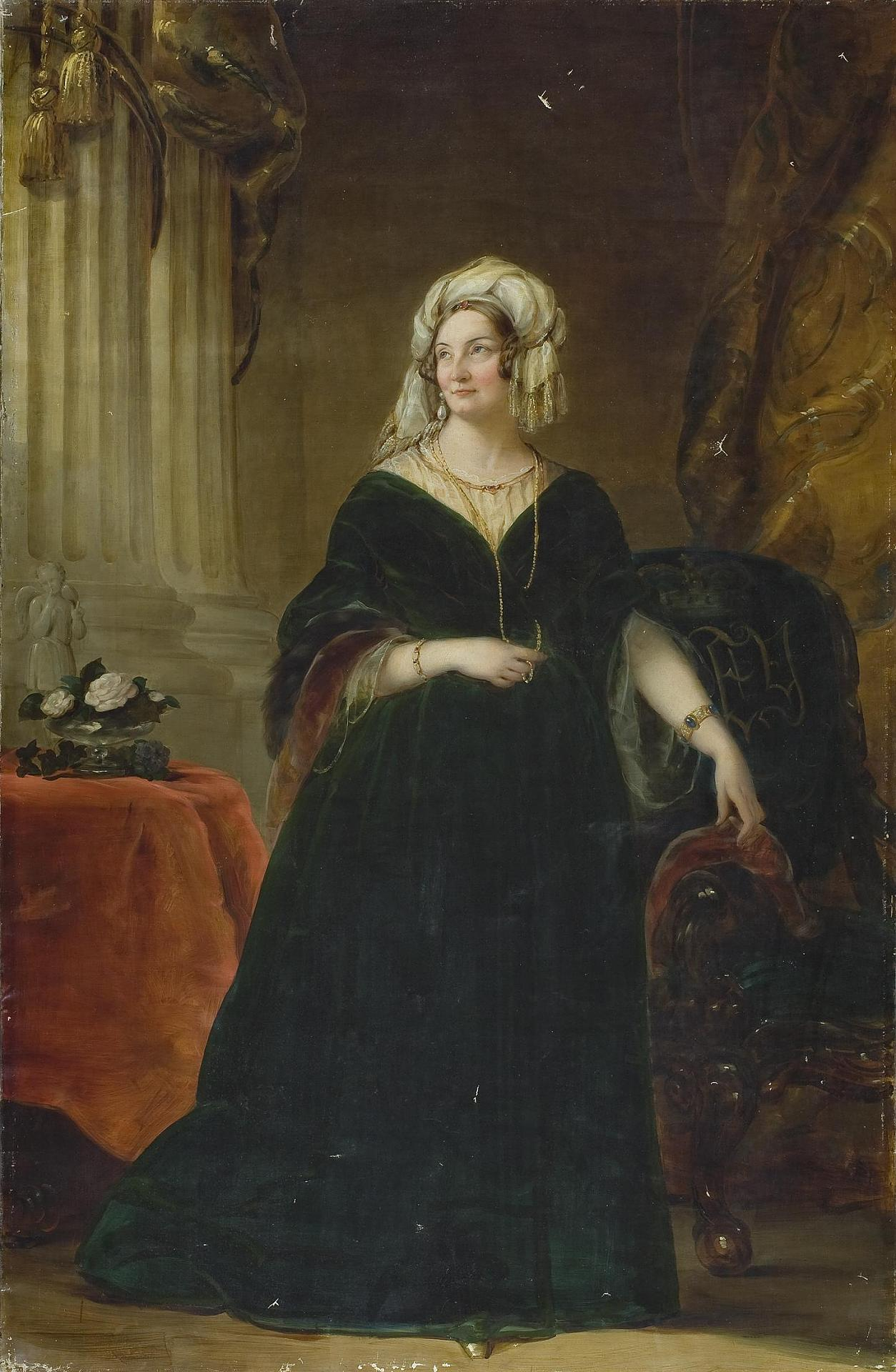
Кристина Робертсон. «Юсупова Тетяна Василівна, племінниця князя Григорія Потьомкіна-Таврійського», 1841 р.
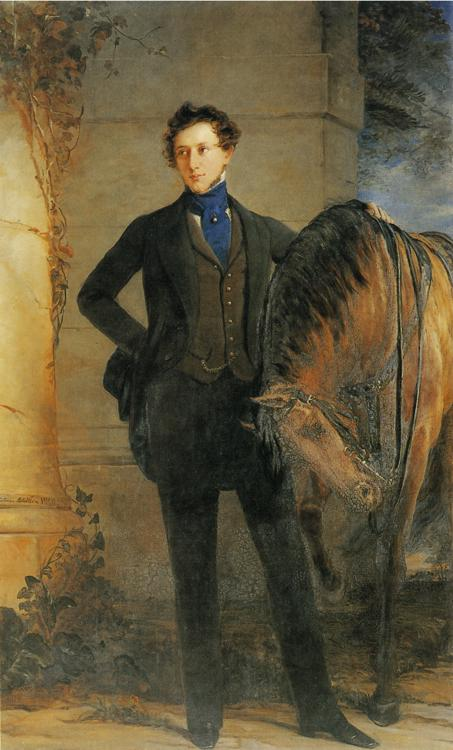
Кристина Робертсон. «Давидов Володимир Петрович», 1840 р.
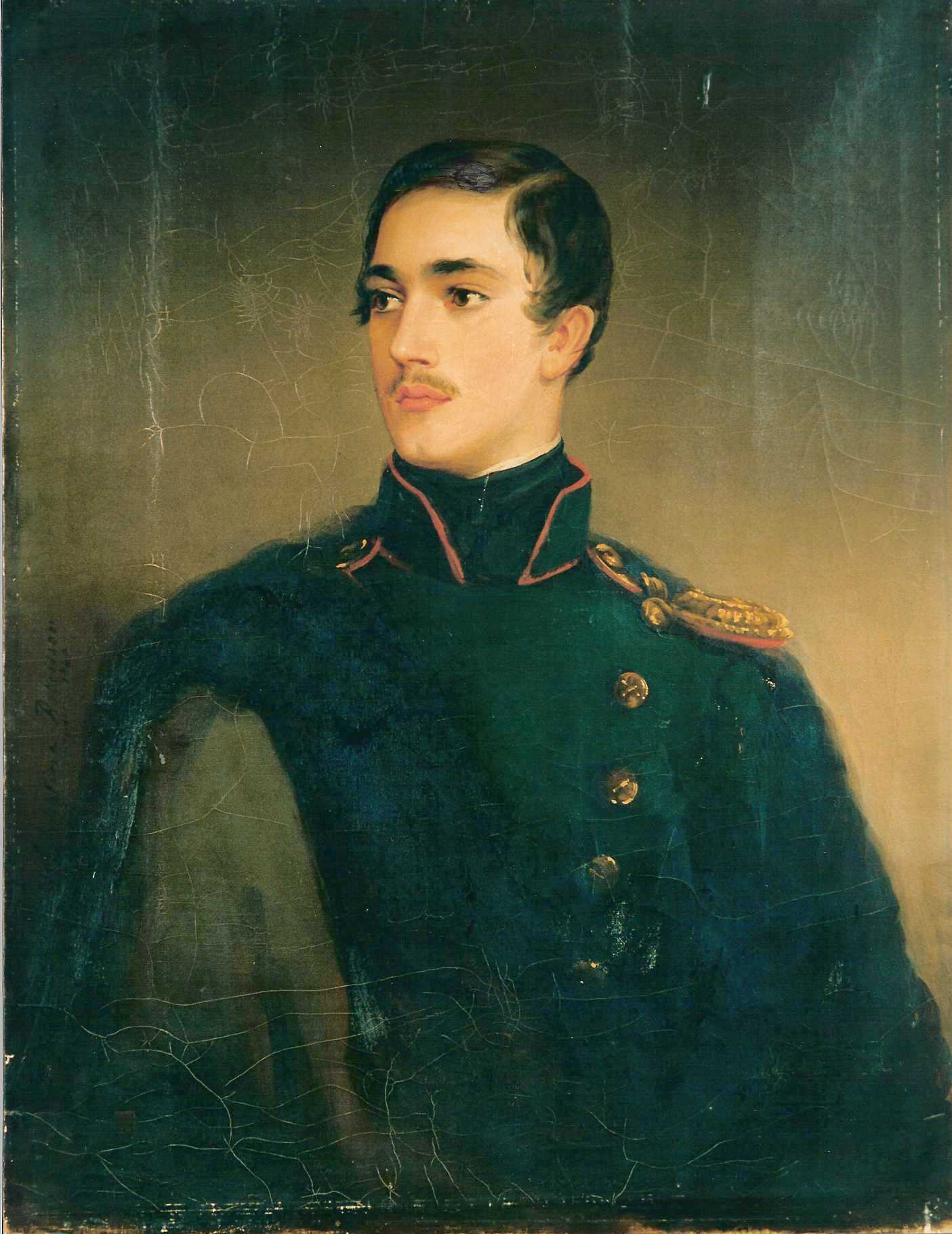
Кристина Робертсон. «Князь Анатолій Барятинський», 1840 р.
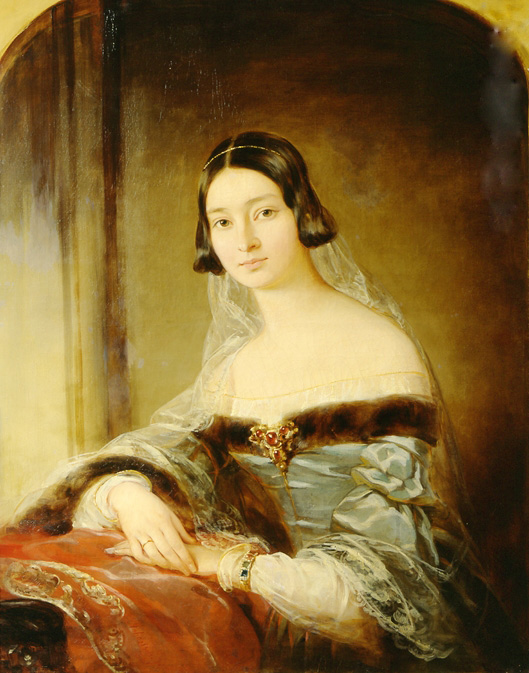
Кристина Робертсон. «Генеральша Марія Бутурліна, у дівоцтві Гагаріна», 1841 р.
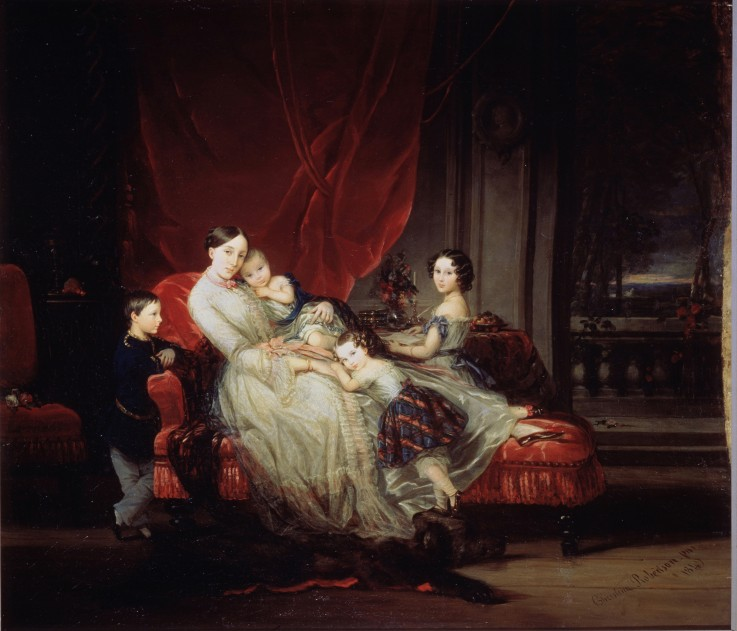
Кристина Робертсон. «Велика княгиня Марія Миколаївна з дітьми», 1849 р.
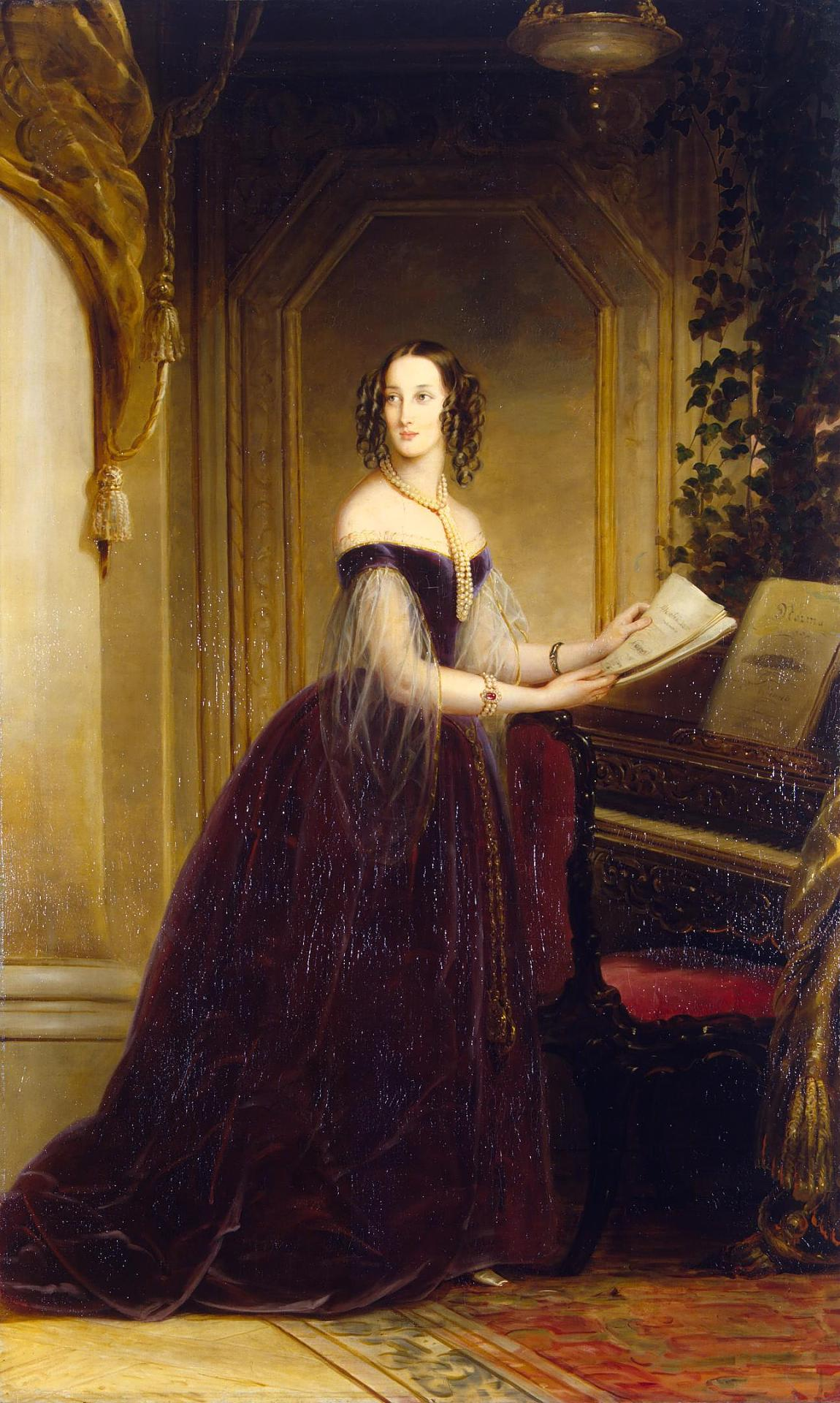
Кристина Робертсон. «Велика Княжна Марія Миколаївна, донька російського царя», 1841 р., Ермітаж, Санкт-Петербург
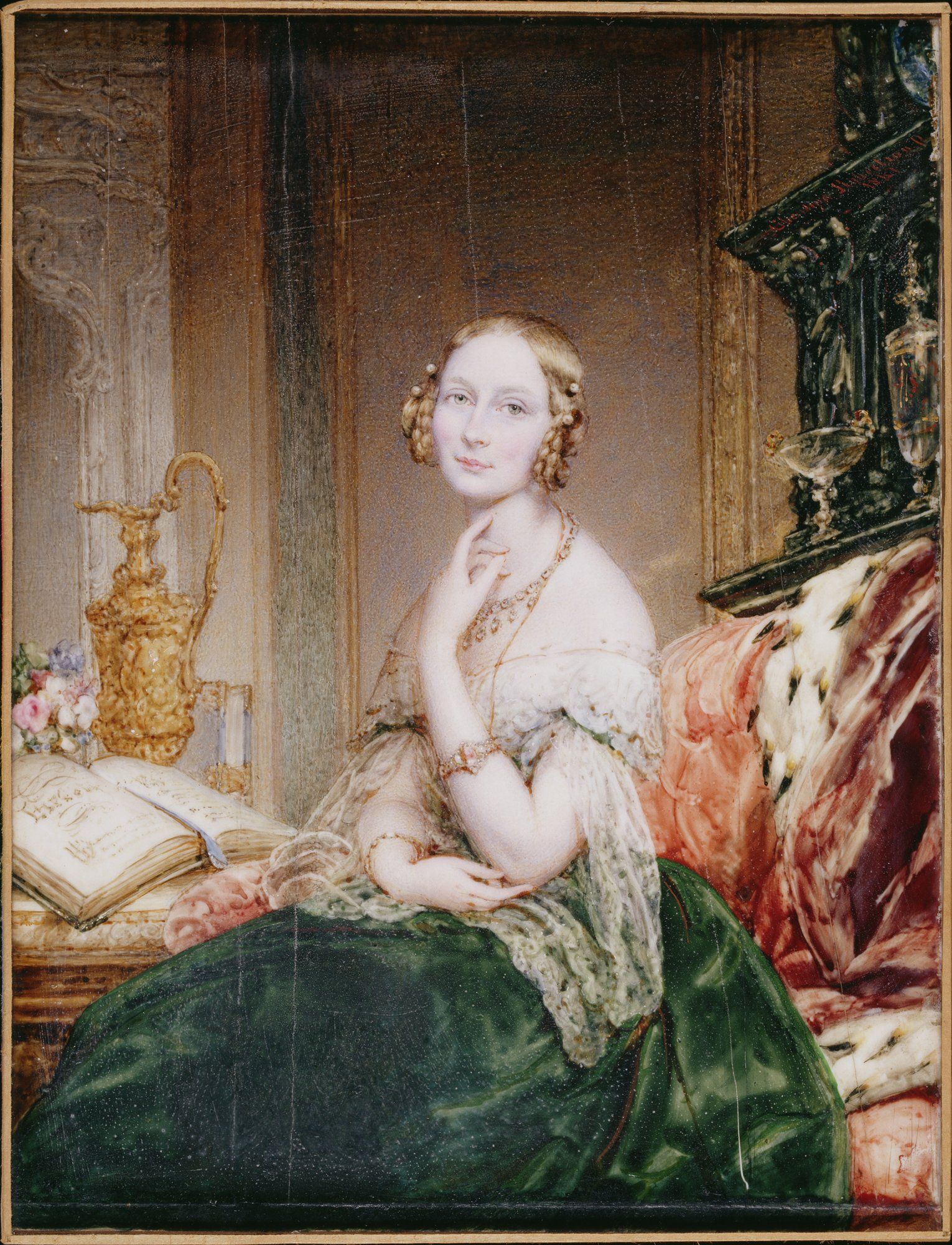
Кристина Робертсон. «Велика Княжна Єлена Павлівна», Музей Хіллвуд, Сполучені Штати
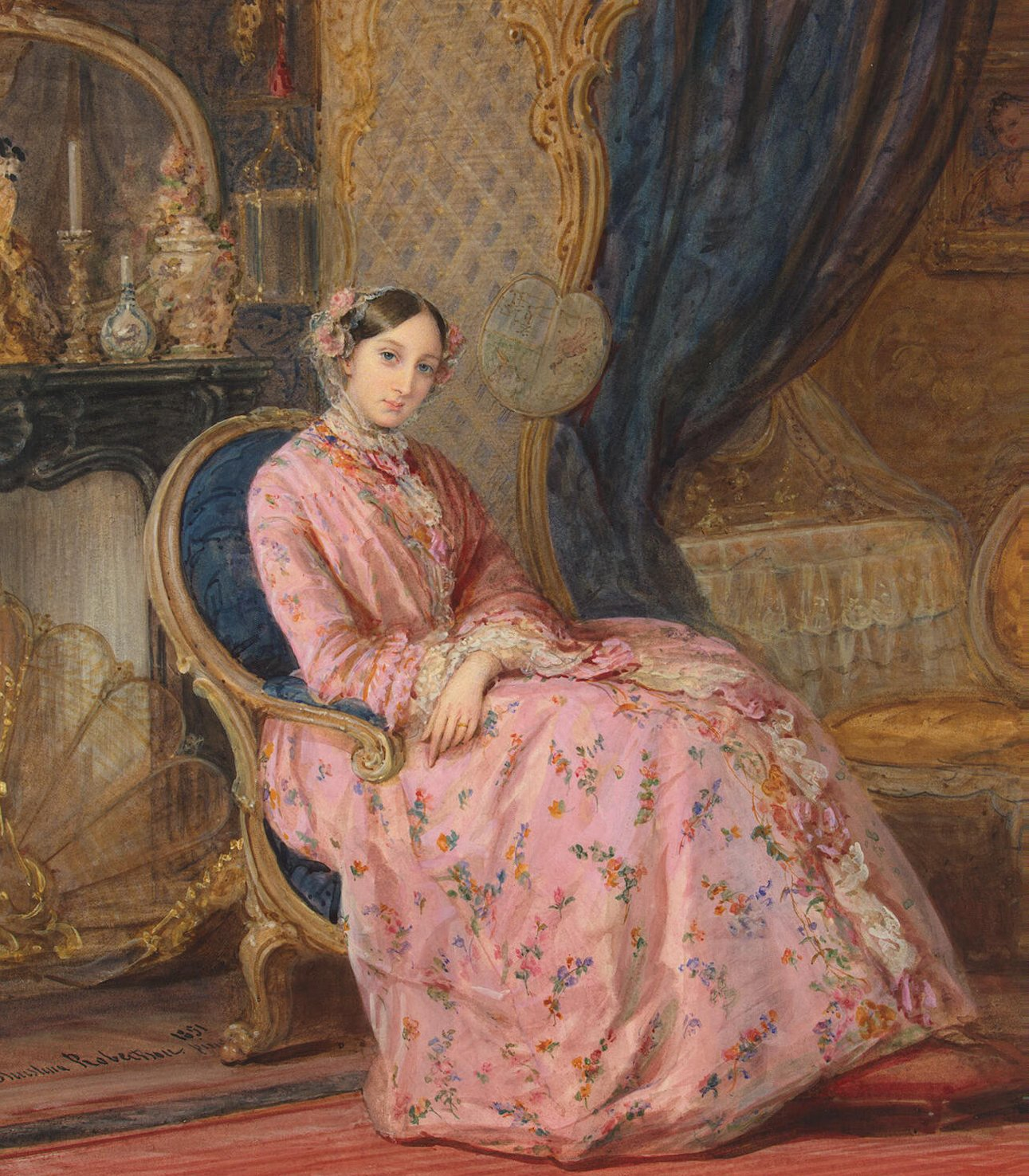
Кристина Робертсон. «Велика Княжна Марія Миколаївна»,  Ермітаж, Санкт-Петербург